# UFC 260
UFC 260: Miocic vs. Ngannou 2 var en MMA-gala anordnad av UFC. Den ägde rum 27 mars 2021 vid UFC APEX i Las Vegas, NV, USA.

## Bakgrund
Huvudmatchen var returmötet mellan försvarande tungviktsmästaren Stipe Miocic och utmanaren Francis Ngannou.

## Ändringar
En match om fjäderviktstiteln mellan regerande mästaren Alexander Volkanovski och utmanaren Brian Ortega var bokad som delad huvudmatch.  Men matchen ströks veckan innan galan då Volkanovski testade positivt för covid-19.

### Invägning
Vid invägningen strömmad via Youtube vägde utövarna följande:
1. ↑  Cherant missade vikten, och tvingades böta 20 % av sin purse till motståndaren'"`UNIQ--ref-00000003-QINU`"'

## Resultat

### Bonusar
Följande MMA-utövare fick bonusar om 50 000 USD vardera:
- Fight of the Night: Tyron Woodley vs. Vicente Luque
- Performance of the Night: Francis Ngannou och Sean O'Malley